# Sharon Van Etten
Sharon Van Etten (* 26. února 1981 Clinton, New Jersey, USA) je americká písničkářka žijící v Brooklynu.
Narodila se jako prostřední z pěti dětí počítačovému programátorovi a učitelce historie v Clintonu; měla staršího bratra, dvě sestry a mladšího bratra. Studovala na North Hunterdon High School a po přestěhování do Tennessee pak Middle Tennessee State University.
V roce 2009 zpívala v několika písních z alba skupiny The Antlers s názvem Hospice. Své první album s názvem Because I Was in Love vydala v květnu 2009 prostřednictvím hudebního vydavatelství Language of Stone. Ještě před tím vydala několik malých alb, která však byla prodávána pouze při koncertech. Do roku 2012 pak vydala ještě dvě, Epic (2010) a Tramp (2012). V lednu 2013 vystoupila na koncertě Life Along the Borderline: A Tribute to Nico věnovaném zpěvačce Nico. V březnu a dubnu toho roku odehrála severoamerické turné jako předkapela skupiny Nick Cave and the Bad Seeds. Jejím dalším albem bylo Are We There, které vyšlo v květnu roku 2014. Roku 2014 svým vokálem přispěla do písně „Is What It Is“ hudebního dua She Keeps Bees z alba Eight Houses. Roku 2015 přispěla písní „Teen Angel“ na album Gazing with Tranquility: A Tribute to Donovan. O dva roky později nahrála ve spolupráci s hercem Michaelem Cerou píseň „Best I Can“.
V letech 2016 a 2019 hrála Rachel v seriálu The OA. Rovněž hrála v jedné epizodě obnoveného seriálu Městečko Twin Peaks a také v celovečerním filmu Never, Rarely, Sometimes, Always.

## Diskografie

### Sólová
- Because I Was in Love (2009)
- Epic (2010)
- Tramp (2012)
- Are We There (2014)
- Remind Me Tomorrow (2019)

### Ostatní
- Hospice (The Antlers, 2009)
- Idol Omen (Glass Ghost, 2009)
- Survival (Forest Fire, 2009)
- Dungeon Dots (Air Waves, 2010)
- The Rip Tide (Beirut, 2011)
- It Only Happens at Night (My Silence, 2011)
- Fellow Travelers (Shearwater, 2013)
- Can't Talk Medicine (Pickwick, 2013)
- Leverage Models (Leverage Models, 2013)
- For the World (Ed Askew, 2013)
- Trouble Will Find Me (The National, 2013)
- Eight Houses (She Keeps Bees, 2014)
- Jettison the Valley (Carter Tanton, 2016)
- Cult Following (Little Scream, 2016)
- Ojalá (Lost Horizons, 2017)
- Electric Trim (Lee Ranaldo, 2017)
- Life After Youth (Land of Talk, 2017)
- Hot Thoughts (Spoon, 2017)
- For My Crimes (Marissa Nadler, 2018)
- I Am Easy to Find (The National, 2019)